# تپه کول‌یری گل‌تپه
تپه کول یری گل تپه مربوط به دوره اشکانیان - دوره ساسانیان و در نزدیکی سد روستای گل تپه واقع شده است و در شهرستان مراغه، بخش مرکزی، دهستان سراجوی شمالی، ۳۳۰۰ متری روستای گل واقع شده و این اثر در تاریخ ۲۷ اسفند ۱۳۸۶ با شمارهٔ ثبت ۲۲۷۴۰ به‌عنوان یکی از آثار ملی ایران به ثبت رسیده است.